# Белиссима (телесериал)
«Белиссима» (порт.  Belissima) — телесериал телекомпании «TV Globo» по сценарию бразильского сценариста Силвиу Абреу.

## Производство
Основной темой сериала стал «диктат красоты». События происходят на фабрике марки «Белиссима», которая превратилась в сцену для интриг, зависти и страстей. В сериале множество пересекающихся захватывающих историй. Также «Белиссиму» отличают красивые саундтреки. В сериале динамично развиваются драматические события, присутствуют элементы детектива, комедии. Первые несколько серий и последние снимались в Греции.
Это была последняя роль актёра Джанфранческо Гварнери, умершего 22 июля 2006 года. Он сыграл роль преподавателя театрального искусства Пепе, который в итоге оказался хранителем всех значимых секретов сериала. Несмотря на тяжелую болезнь, актёр принял участие в съёмках последней серии, где у него не было слов.
Роль Эрики Ассунсон (дочери Жулии) стала первой телевизионной ролью для известной бразильской топ-модели Летисии Биркойер .
Для съемок в заставке телесериала была приглашена другая известная модель — Жизель Бюндхен, но в связи с большой занятостью она отказалась от этого предложения, вместо неё снялась Мишель Алвес.

## В ролях
- Глория Пирес — Жулия Ассунсон
- Тони Рамос — Никос Петракис
- Марселу Антони — Андре Сантана
- Фернанда Монтенегру — Бия Фалкан
- Клаудия Абреу — Витория Роша
- Рейналду Джанеккини — Паскуал
- Лима Дуарте — Мурат Гюней
- Леополду Пашеку — Семил Гюней
- Владимир Бришта — Нарсизу Гюней
- Марина Руй Барбоза — Сабина
- Камила Питанга — Моника
- Ирен Раваче — Катина
- Каролина Ферраз — Ребека
- Клаудия Райя — Сафира
- Генри Кастелли — Педру Ассунсон
- Педру Паулу Ранжел — Жижи (Аржемиру) Фалкан
- Алешандри Боржис — Альберту Сабатини
- Вера Ольц — Орнела Сабатини
- Паола Оливейра — Джована Гюней Сабатини
- Кармен Вероника — Мари Монтилья
- Ирис Бруззи — Гида Гевара
- Кауа Реймонд — Матеус Гюней
- Мария Флор — Таис Жункейра
- Тиагу Мартинс — Тадеу Роша
- Кака Карвальо — Жаманта
- Гильерме Вебер — Фредди Шнайдер
- Витор Моросини — Исаак
- Ливия Фалькао — Режина да Глория
- Серафим Гонзалес — Кики (Акилину)
- Ивон Хоффман — Матильде
- Моника Торреш — Карен
- Анджелита Фейжо — Ивети
- Жуссара Фрайр — Тоска
- Марселу Медичи — Фладсон
- Нелсон Шавьер — Бенту
- Летисия Биркойер — Эрика Ассумпсан
- Джанфранческо Гварнери — Пепе

а также:
- Адриана Эстевес — голос Стеллы
- Маркус Палмейра — инспектор Жилберту Моура
- Италу Росси — Медейрус
- Никола Сири — Сиру Лауренса
- Изабела Гарсия — Норма
- Тони Торнадо — Исалтино
- Карлос Манга
- Лаура Кардозу

## Премии
- 2006 — премия APCA trophy:

Фернанда Монтенегру — лучшая телеактриса
- 2006 — премия Contigo:

лучший сериал 

Силвиу Абреу — лучший автор сценария телесериала 

Фернанда Монтенегру — лучшая телеактриса 

Тони Рамос — лучший телеактёр 

Клаудия Райя — лучшая актриса второго плана